# Petrus Lagerlöf
Petrus Lagerlöf, född 4 november 1648 i Fryksdalen, död 7 januari 1699 i Stockholm, var en svensk professor i logik och poesi i Uppsala och rikshistoriograf. 

## Biografi
Lagerlöf föddes på Häljeby i Sunne socken, Värmland som son till komministern Magnus Petri Schivedius och hans hustru Katarina Brunius. 7 februari 1651 brann gården, varefter familjen flyttade till Östanås i samma socken, där Petrus Lagerlöf växte upp. Han utmärkte sig redan som tjugoåring som vältalare och skald. Efter avlagd kandidatexamen 1675 blev han informator åt riksrådet Claes Flemings son och företog med sin elev resor i Tyskland, England och Frankrike. Återkommen till Sverige antogs han som bibliotekarie och sekreterare åt rikskanslern Magnus Gabriel De la Gardie, genom vilkens försorg han fick en professur i logik vid Uppsala universitet 1682. 1684 lyckades han genom sin vän Erik Lindschöld få byta denna professur mot en i poesi. 1687 utnämndes Lagerlöf till professor i vältalighet. 1695 kallades han till Stockholm att tillträda tjänsten som rikshistoriograf.
Lagerlöf fick även uppdraget att författa texterna till Erik Dahlberghs Suecia antiqua et hodierna, men hann bara förfärdiga en liten del före sin död. Han finns representerad genom översättningar av två psalmer (1937 nr 212 och 219) i de svenska psalmböckerna sedan 1695 och fram till den senaste psalmboken 1986. Sannolikt översatte han flera av 1695 års psalmer.
Petrus Lagerlöf var gift med Elisabet Broman (1706-1748) och han var bror till lundaprofessorn Erland Lagerlöf.